# Groupe Würth
Le Groupe Würth est une holding de 430 sociétés présentes dans 80 pays. Cette multinationale est spécialisée dans les services et les produits de fixation, outillage et consommables d'atelier destinés aux professionnels.

## Historique

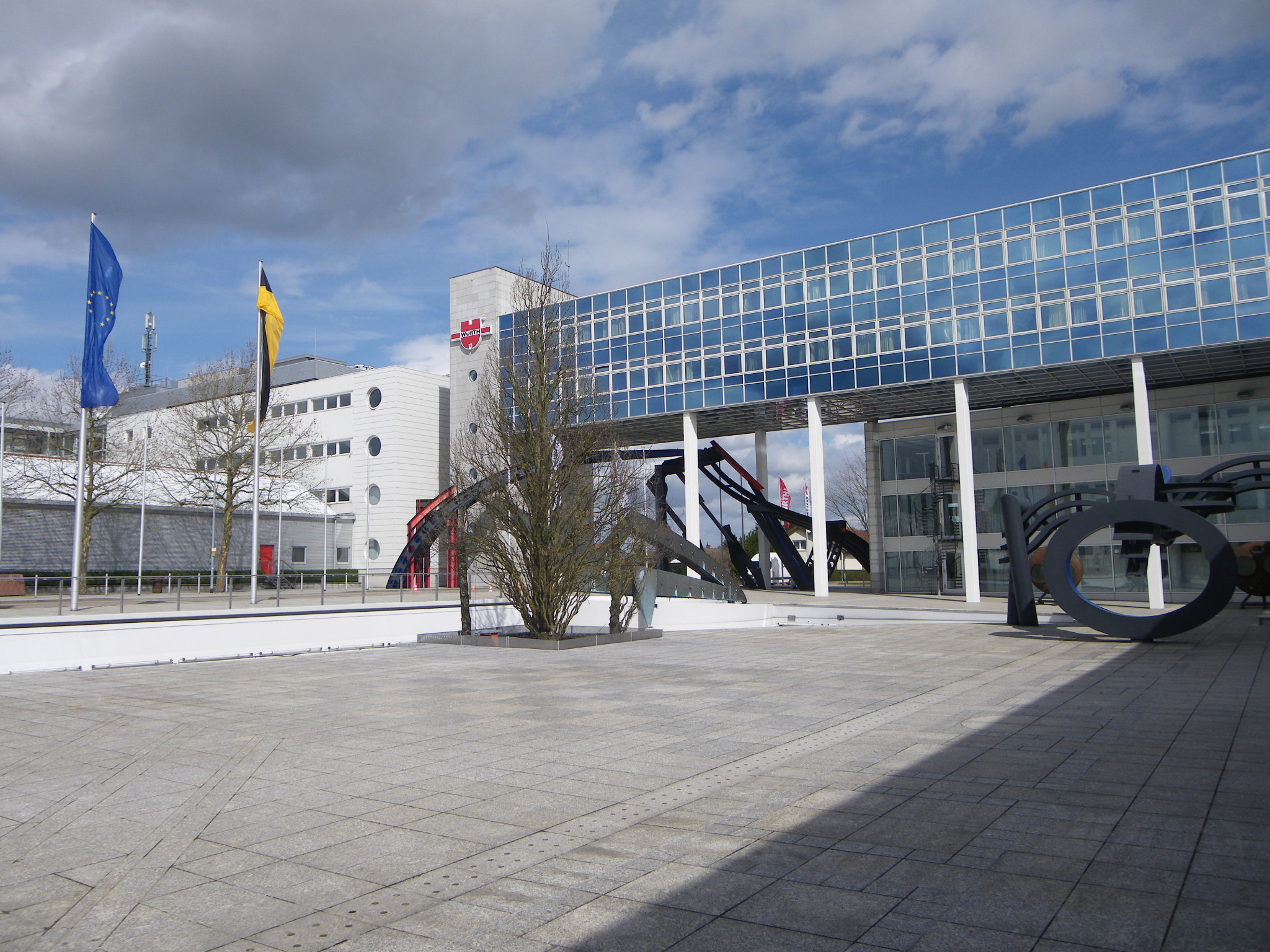
L’entreprise Würth à Künzelsau.

L'entreprise est fondée en 1945 par Adolf Würth (de) le père de Reinhold Würth.

## Activités
Le Groupe Würth est le leader mondial dans le secteur de la vente de matériels de montage et de fixation.
Le groupe Würth est en relation avec plus de 85 000 collaborateurs, dont plus de 31 000 commerciaux. Il réalise un chiffre d'affaires en 2015 de 11,05 milliards d'euros. En France, le chiffre d'affaires s'élève à 496,8 millions d'euros. Würth France (dont le siège est à Erstein) regroupe 4 000 salariés dont 3 000 commerciaux en 2015 et revendique 250 000 clients et 30 000 références.
|                                              | 2015   | 2017   |
| -------------------------------------------- | ------ | ------ |
| Chiffre d'affaires (en milliards d'euros)    | 11     | 13     |
| Résultat opérationnel (en milliards d'euros) | 0,5    | 0,8    |
| Nombre d'employés                            | 69 000 | 74 000 |

## Prises de position
En mars 2024, dans une lettre adressée aux collaborateurs du groupe Würth, Reinhold Würth exhorte ses 27 000 employés à ne pas voter pour le parti Alternative pour l'Allemagne (AfD). Il a reçu des éloges pour cela, entre autres, de la part du Premier ministre du Bade-Wurtemberg, Winfried Kretschmann (Verts) et de l’ancien président fédéral Christian Wulff (CDU). Il déclare au Handelsblatt qu'en conséquence « certains clients ont annoncé qu'ils n'achèteraient plus rien chez Würth » et que son groupe a perdu 1,5 million d'euros de chiffre d'affaires,,.